# Puchar Sześciu Narodów Kobiet 2020
Puchar Sześciu Narodów Kobiet 2020 – dziewiętnasta edycja Pucharu Sześciu Narodów Kobiet, międzynarodowych rozgrywek w rugby union dla żeńskich reprezentacji narodowych. Turniej zaplanowany do rozegrania pomiędzy 1 lutego a 15 marca 2020 roku ostatecznie zakończył się 1 listopada 2020 roku, a zwyciężyła w nich reprezentacja Anglii, która pokonała wszystkich rywali i tym samym zdobyła dodatkowo Wielkiego Szlema.
Wliczając turnieje w poprzedniej formie, od czasów Home Internal Championship i Pucharu Pięciu Narodów, była to dwudziesta piąta edycja tych zawodów.
Harmonogram rozgrywek opublikowano w połowie września 2019 roku, a sędziowie spotkań zostali wyznaczeni na początku grudnia tegoż roku. Mecz Szkocja-Anglia z drugiej kolejki odbył się dzień później z uwagi na niesprzyjające warunki pogodowe, a następnie z powodu pandemii COVID-19 przełożono jedno spotkanie trzeciej rundy, dwa z rundy czwartej oraz całą piątą kolejkę gier na późniejszy termin. W drugiej połowie lipca World Rugby zaproponowała nowe okienko rozgrywania meczów międzynarodowych, zatem na początku sierpnia ogłoszono ramowy harmonogram dokończenia rozgrywek z pięcioma meczami zaplanowanymi na przełom października i listopada oraz jednym na początek grudnia, szczegółowy zaś ukazał się pod koniec września tegoż roku. Sędziowie przełożonych spotkań pochodzili jedynie z Europy i zostali ogłoszeni pod koniec września. Z sześciu zaplanowanych spotkań rozegrano połowę – z powodu zakażeń przełożone zostały dwa mecze z 1 listopada, a ostatecznie wraz z grudniowym zostały odwołane. Jako jedyna komplet meczów rozegrała Anglia, pokonała też wszystkich rywali i co za tym idzie zdobyła Wielkiego Szlema.
Po raz pierwszy wybrano najlepszą zawodniczkę turnieju, została nią uznana Angielka Emily Scarratt.

## Mecze

### Tydzień 1
| 2 lutego 2020 13:30 | Francja         | 13:19 | Anglia | Stade du Hameau, Pau Sędzia: Aimee Barrett-Theron |
| 2 lutego 2020 13:30 | (10:12) Relacja |       |        | Stade du Hameau, Pau Sędzia: Aimee Barrett-Theron |

| 2 lutego 2020 13:00 | Irlandia       | 18:14 | Szkocja | Donnybrook Stadium, Dublin Sędzia: Aurélie Groizeleau |
| 2 lutego 2020 13:00 | (13:7) Relacja |       |         | Donnybrook Stadium, Dublin Sędzia: Aurélie Groizeleau |

| 2 lutego 2020 14:00 | Walia          | 15:19 | Włochy | Cardiff Arms Park, Cardiff Sędzia: Sara Cox |
| 2 lutego 2020 14:00 | (10:5) Relacja |       |        | Cardiff Arms Park, Cardiff Sędzia: Sara Cox |

### Tydzień 2
| 8 lutego 2020 21:00 | Francja         | 45:10 | Włochy | Stade municipal de Beaublanc, Limoges Sędzia: Hollie Davidson |
| 8 lutego 2020 21:00 | (24:10) Relacja |       |        | Stade municipal de Beaublanc, Limoges Sędzia: Hollie Davidson |

| 9 lutego 2020 13:00 | Irlandia       | 31:12 | Walia | Donnybrook Stadium, Dublin Sędzia: Aimee Barrett-Theron |
| 9 lutego 2020 13:00 | (17:5) Relacja |       |       | Donnybrook Stadium, Dublin Sędzia: Aimee Barrett-Theron |

| 10 lutego 2020 13:30 | Szkocja        | 0:53 | Anglia | Murrayfield Stadium, Edynburg Sędzia: Clara Munarini |
| 10 lutego 2020 13:30 | (0:22) Relacja |      |        | Murrayfield Stadium, Edynburg Sędzia: Clara Munarini |

### Tydzień 3
| 23 lutego 2020 12:00 | Walia          | 0:50 | Francja | Cardiff Arms Park, Cardiff Sędzia: Nikki O'Donnell |
| 23 lutego 2020 12:00 | (0:19) Relacja |      |         | Cardiff Arms Park, Cardiff Sędzia: Nikki O'Donnell |

| 23 lutego 2020 12:45 | Anglia         | 27:0 | Irlandia | Castle Park, Doncaster Sędzia: Hollie Davidson |
| 23 lutego 2020 12:45 | (22:0) Relacja |      |          | Castle Park, Doncaster Sędzia: Hollie Davidson |

| 6 grudnia 2020 | Włochy | odwołany | Szkocja | Stadio Sergio Lanfranchi, Parma Sędzia: Joy Neville |
| 6 grudnia 2020 |        |          |         | Stadio Sergio Lanfranchi, Parma Sędzia: Joy Neville |

### Tydzień 4
| 7 marca 2020 12:05 | Anglia         | 66:7 | Walia | Twickenham Stoop, Londyn Sędzia: Amber McLachlan |
| 7 marca 2020 12:05 | (26:0) Relacja |      |       | Twickenham Stoop, Londyn Sędzia: Amber McLachlan |

| 24 października 2020 18:30 | Irlandia       | 21:7 | Włochy | Donnybrook Stadium, Dublin Sędzia: Hollie Davidson |
| 24 października 2020 18:30 | (14:7) Relacja |      |        | Donnybrook Stadium, Dublin Sędzia: Hollie Davidson |

| 25 października 2020 14:20 | Szkocja       | 13:13 | Francja | Scotstoun Stadium, Glasgow Sędzia: Sara Cox |
| 25 października 2020 14:20 | (3:8) Relacja |       |         | Scotstoun Stadium, Glasgow Sędzia: Sara Cox |

### Tydzień 5
| 1 listopada 2020 | Francja | odwołany | Irlandia | Donnybrook Stadium, Dublin Sędzia: Nikki O'Donnell |
| 1 listopada 2020 |         |          |          | Donnybrook Stadium, Dublin Sędzia: Nikki O'Donnell |

| 1 listopada 2020 | Walia | odwołany | Szkocja | Cardiff City Stadium, Cardiff Sędzia: Clara Munarini |
| 1 listopada 2020 |       |          |         | Cardiff City Stadium, Cardiff Sędzia: Clara Munarini |

| 1 listopada 2020 18:00 | Włochy         | 0:54 | Anglia | Stadio Sergio Lanfranchi, Parma Sędzia: Aurélie Groizeleau |
| 1 listopada 2020 18:00 | (0:28) Relacja |      |        | Stadio Sergio Lanfranchi, Parma Sędzia: Aurélie Groizeleau |